# Kirche der Heiligen Gottesmutter (Wuppertal)

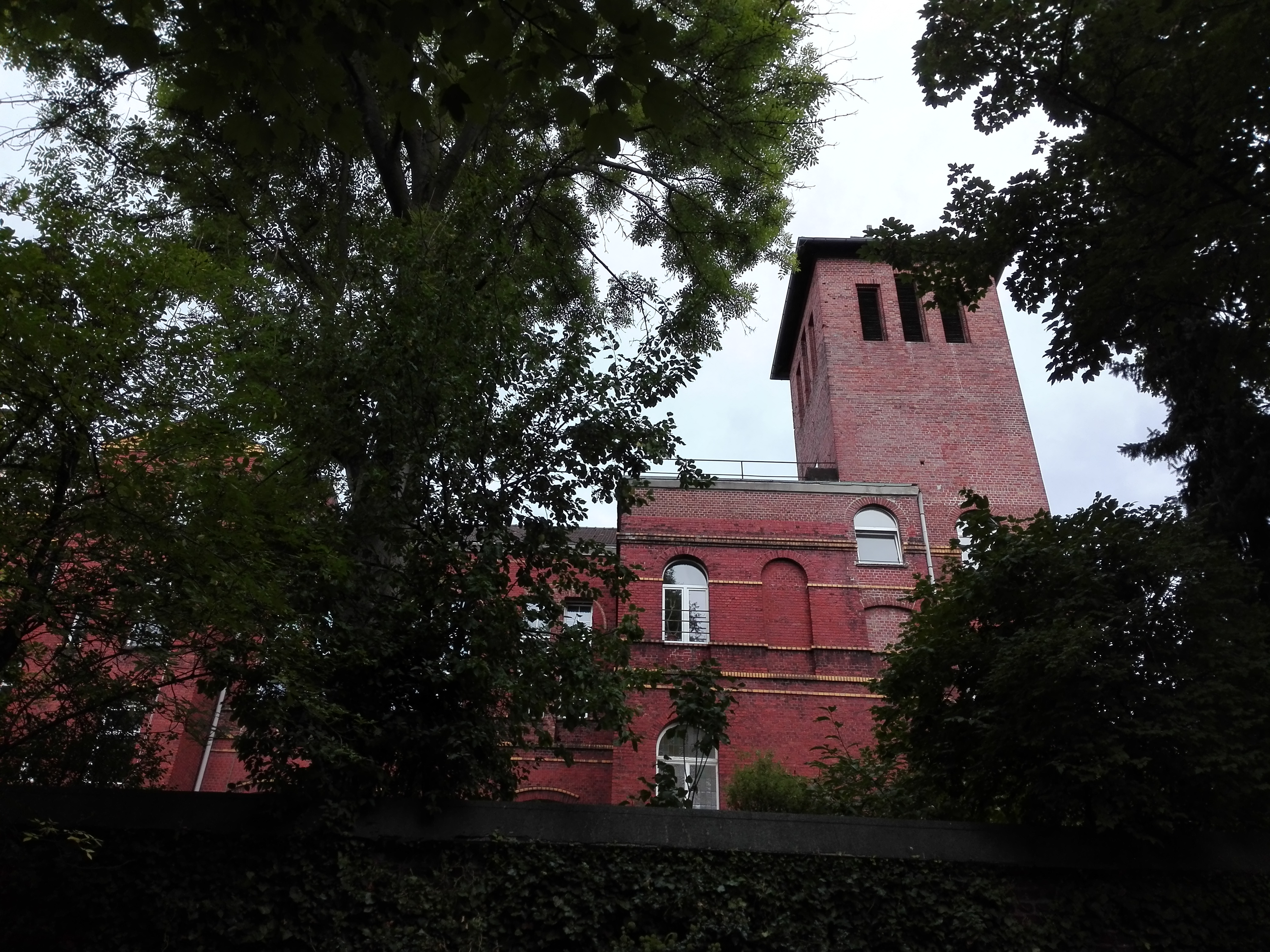
Ansicht der Kirche von Süden

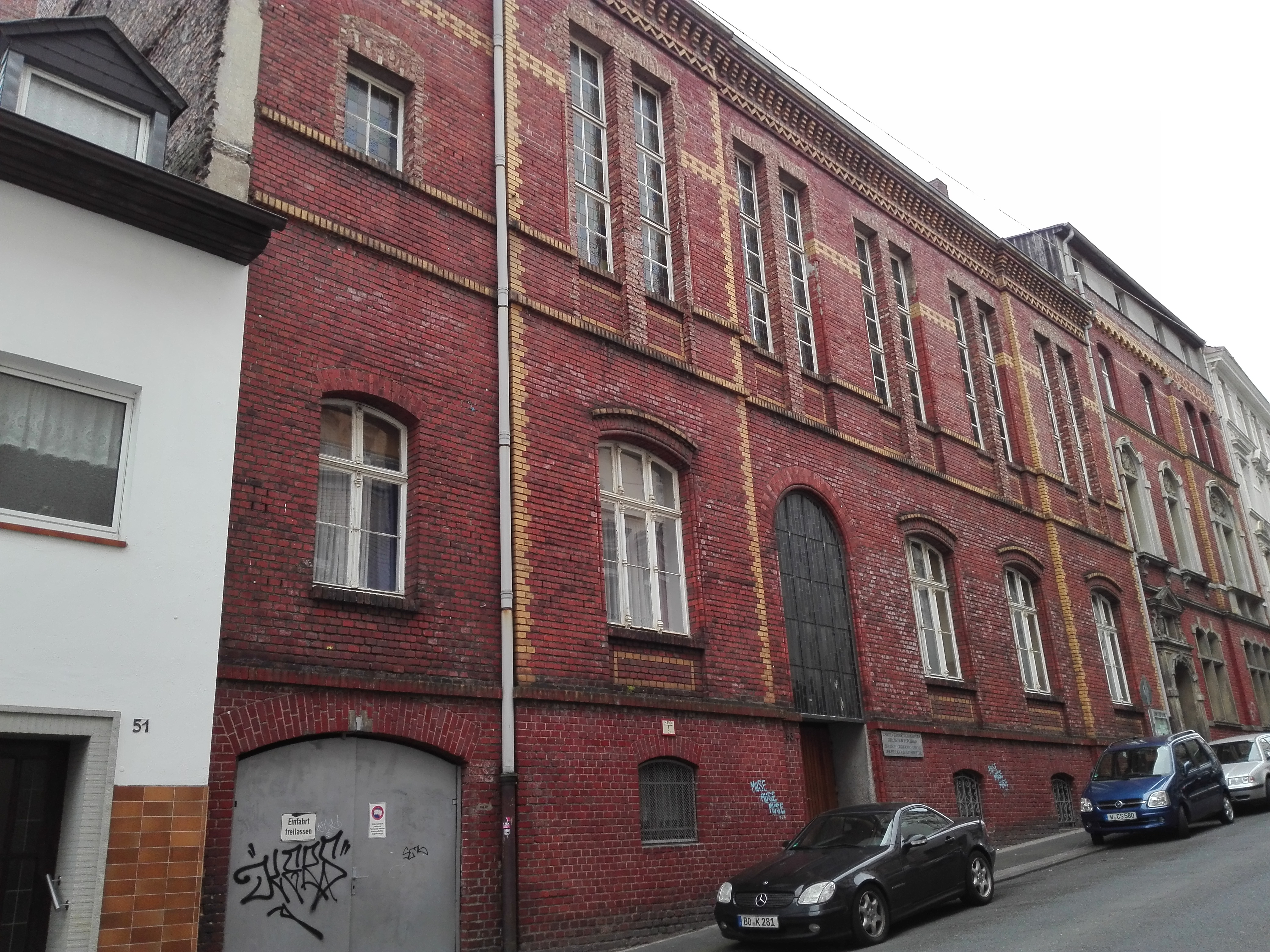
Ansicht von der Straße Hombüchel

Die Kirche der Heiligen Gottesmutter ist eine serbisch-orthodoxe, vormals evangelisch-lutherische Kirche auf dem Ölberg in der Wuppertaler Nordstadt.

## Geschichte
Ende des 19. Jahrhunderts richtete die lutherische Kirchengemeinde Elberfeld einen ersten eigenen Gemeindebezirk für die immer stärker ansteigende Zahl von Lutheranern auf dem Ölberg ein. Die Errichtung eines neuen Gemeinde- und Pfarrhauses galt als dringlichstes Projekt der Gemeinde, da die 1850 eingeweihte Kreuzkirche sowie die Alte Kirche am Kolk aufgrund der schwierigen Topographie des Ölbergs nur schwer erreichbar waren. Mit dem Bau des neuen Versammlungshauses wurde das Elberfelder Architekturbüro Plange und Hagenberg beauftragt, maßgeblich am Bau wirkte Regierungsbaumeister Heinrich Plange. Am 11. Juli 1889 konnte das 550 Personen fassende neue Hombücheler Versammlungshaus feierlich eingeweiht werden, erste Gottesdienste wurden neben den Gemeindekreisen im neuen Gemeindehaus ab 1891 abgehalten.
Während des Luftangriffes auf Elberfeld am 25. Juni 1943 brannte das Hombücheler Versammlungshaus vollständig aus. Schon im Herbst 1946 begann der Wiederaufbau des Gebäudes, welcher aufgrund der schwierigen Topographie des Ölbergs und der Zerstörungen im unmittelbaren Umfeld erst im Frühjahr 1949 abgeschlossen werden konnte. Am 10. April 1949 konnte das Hombücheler Versammlungshaus wieder eingeweiht werden, ab 1950 wurden auch Konfirmationen im Haus abgehalten. Im Dezember 1955 wurde durch Emil Hammer eine neue Orgel mit siebzehn Registern auf zwei Manualen eingebaut, 1958 begann eine umfassende Sanierung des Gebäudes.
1959 wurde auf dem südlichen Seitenflügel des Gebäudes ein backsteinerner Glockenturm errichtet, um das Versammlungshaus endgültig zu einer vollwertigen Kirche auszubauen. Im September 1960 wurde das Gebäude offiziell in „Lutherkirche“ umbenannt. 1964 wurde die Lutherkirche Predigtstätte des Südbezirkes der selbstständig ausgegliederten Evangelisch-lutherischen Auferstehungskirchengemeinde Wuppertal-Elberfeld, nach der Rückvereinigung Anfang 1981 wieder Teil der Evangelischen Kirchengemeinde Elberfeld-Nord.
Am 22. Juni 1996 fand der letzte evangelische Gottesdienst in der Lutherkirche statt, welche 1997 an die Serbisch-Orthodoxe Gemeinde der Heiligen Gottesmutter verkauft wurde. Nach umfangreichen Umbauten durch die Gemeinde folgte am 5. September 1998 die Pontifikalliturgie anlässlich des Erhaltes der Wunderheiligen Ikone der Allheiligen Gottesgebärerin.

## Baubeschreibung

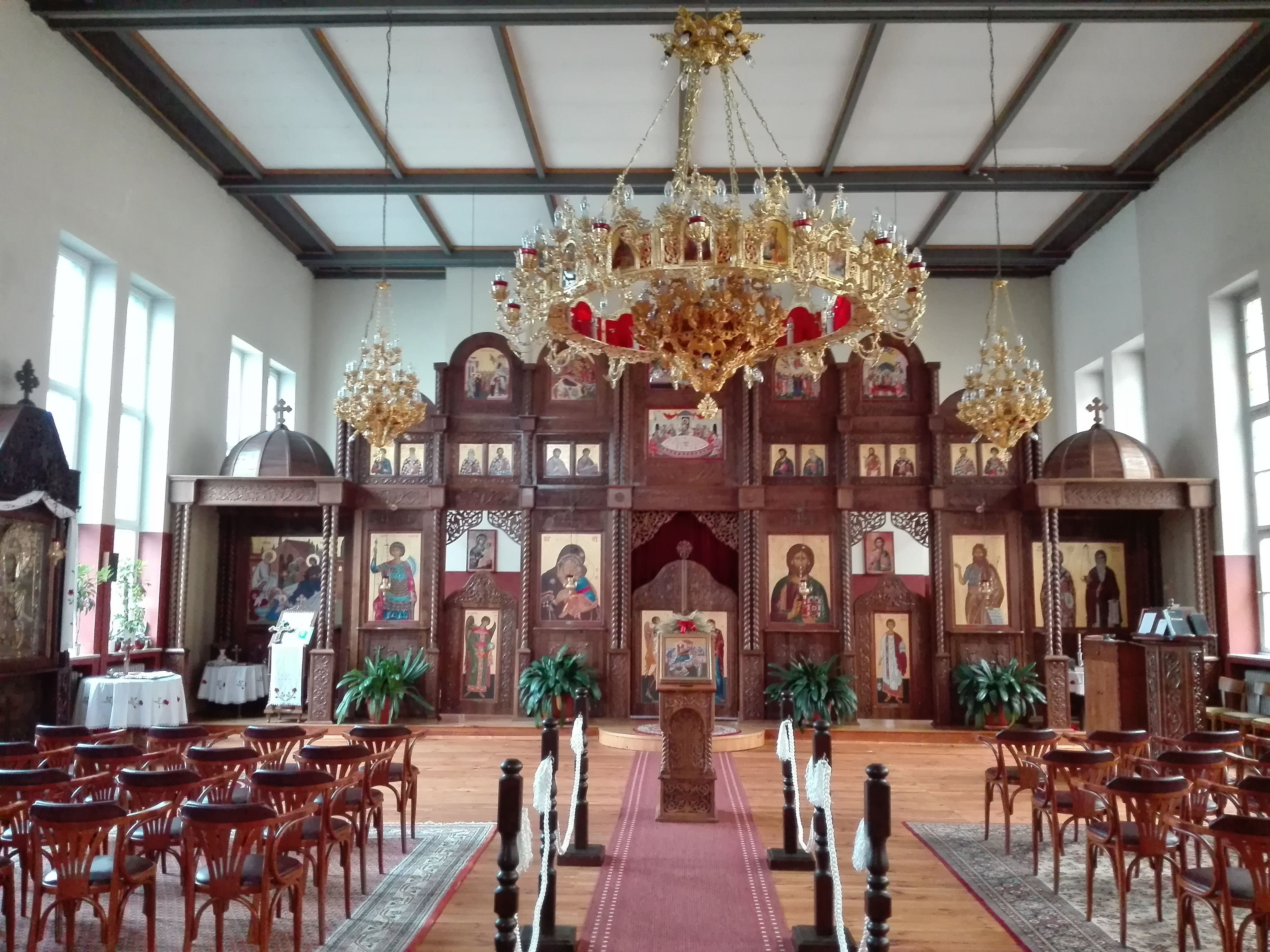
Innenansicht des Kirchsaals

Die Kirche ist ein zweistöckiges Backsteinbauwerk im Stil des Historismus. Das in die Häuserzeile eingefügte Bauwerk präsentiert sich von der Nordseite als schlichter Bau aus rot glasiertem Backstein mit halbrunden Fenstern im Untergeschoss und hohen, schmalen Fenstern im ersten Stock. Gegliedert wird die Fassade mit Steinakzenten aus Sandstein, welche einzelne Joche nachahmen. Die am steilen Südhang des Ölbergs erbaute Kirche besitzt an der Südseite ein mehrere Meter hohes unverkleidetes Fundament, über welchem das halbe Kellergeschoss liegt. Das Kellergeschoss war ausgestattet mit einer Turnhalle für den Jünglingsverein und einem Heizraum. Im Erdgeschoss befanden sich neben einer Pfarrwohnung zwei Gemeindesäle und ein größerer Saal für die Konfirmandenarbeit. Der Gottesdienstsaal befindet sich im ersten Stock. Ursprünglich war der einst 550 Personen fassende Kirchsaal mit einer umlaufenden Empore ausgestattet, welche aber nach den Kriegsschäden nicht wieder hergestellt wurde. Nach der Wiederherstellung bot der Saal nur noch 258 Personen Platz, nach dem Umbau durch die serbisch-orthodoxe Gemeinde hat die Sitzplatzanzahl weiter abgenommen.
An der Südseite befindet sich auf dem Seitenflügel des Gebäudes der 1959 errichtete 25 Meter hohe Glockenturm, welcher für die Südansicht des steilen Ölberghangs prägend ist. Der quadratische Turm mit den stilistisch fremdartig wirkenden rechteckigen Schallluken wird von einer stumpfen Turmhaube bedeckt, welche von einem zwei Meter hohen Turmkreuz auf einer Weltkugel bekrönt ist. Die Backsteine des nachträglich angebauten Glockenturms heben sich mit ihrer sichtbar helleren Tönung deutlich vom weiteren Kirchbau ab.

### Glocken
Die Bronzeglocken der Kirche wurden im November 1959 durch die Glocken- und Kunstgießerei Rincker aus Sinn gegossen.
| Schlagton | Gewicht (kg) | Inschrift                                              | Bemerkungen                                  |
| --------- | ------------ | ------------------------------------------------------ | -------------------------------------------- |
| a′        | 379          | Wachet und betet, damit ihr nicht in Anfechtung fallet |                                              |
| c″        | 242          | Ich bin gekommen, zu rufen die Sünder zur Buße         |                                              |
| d″        | 194          | Ehre sei Gott in der Höhe und Friede auf Erden         |                                              |
| f″        | 156          | Ich bin der Weg, die Wahrheit und das Leben            | Seit dem 1. März 1998 in der Friedhofskirche |

## Denkmalschutz
Am 2. Oktober 1992 wurde die Kirche unter der Nummer 2479 in die Denkmalliste der Stadt Wuppertal eingetragen.